# Suíça nos Jogos Olímpicos de Verão de 2004
Suíça competiu nos Jogos Olímpicos de Verão de 2004, em Atenas, na Grécia.

## Desempenho

### Natação
Masculino
| Atleta(s)  | Evento     | Eliminatórias | Eliminatórias | Semifinal | Semifinal | Final       | Final       |
| Atleta(s)  | Evento     | Tempo         | Posição       | Tempo     | Posição   | Tempo       | Posição     |
| ---------- | ---------- | ------------- | ------------- | --------- | --------- | ----------- | ----------- |
| Karel Novy | 50 m livre | 22s51         | 13º Q         | 22s63     | 16º       | Não avançou | Não avançou |

### Remo
Masculino
| Equipe          | Evento        | Eliminatórias | Eliminatórias | Repescagem | Repescagem | Semifinal | Semifinal | Final   | Final                |
| Equipe          | Evento        | Tempo         | Posição       | Tempo      | Posição    | Tempo     | Posição   | Tempo   | Posição (Pos. final) |
| --------------- | ------------- | ------------- | ------------- | ---------- | ---------- | --------- | --------- | ------- | -------------------- |
| André Vonarburg | Skiff simples | 7m23s43       | 2º R          | 6m53s48    | 1º S A/B/C | 7m08s52   | 4º FB     | 6m52s88 | 2º (8º)              |